# Schumen

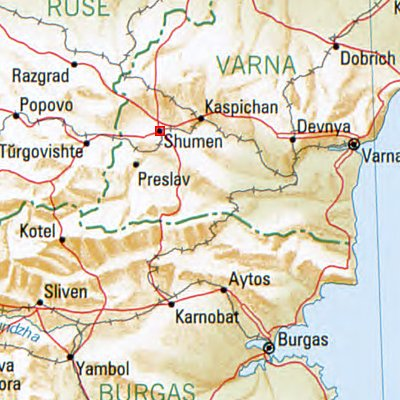
Schumen (rotes Viereck) – Bulgarien – Nachbarorte: Kaspitschan, Preslaw, Targowischte, Warna, Burgas

Schumen [ˈʃumɛn], bulgarisch Шумен Šumen, veraltet deutsch Schumla, ist eine Stadt in Ostbulgarien. Von 1950 bis 1965 war der Name der Stadt Kolarowgrad.

## Geographische Lage
Schumen liegt am Osthang des Schumen-Plateaus, von drei Seiten von Bergen umgeben, durchschnittlich 184 Meter über dem Meeresspiegel.

## Geschichte

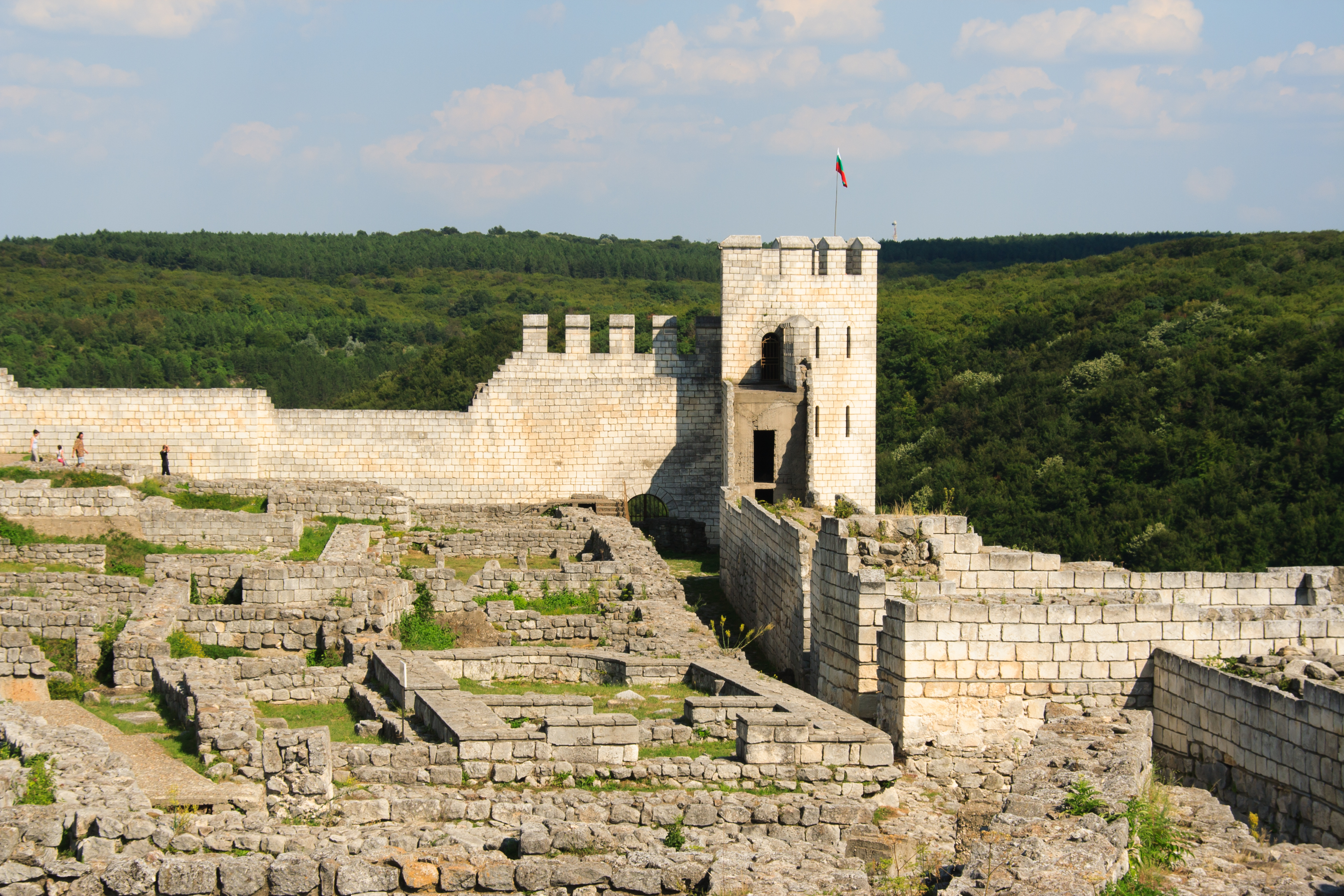
Die Festung Schumen

Schumen liegt nur wenige Kilometer von den ersten beiden Hauptstädten des ersten bulgarischen Reiches, Pliska (681–893) und Preslaw (893–982), sowie dem Reiter von Madara entfernt. Anlässlich des 1300-jährigen Bestehens Bulgariens wurde 1981 in Schumen ein Denkmal errichtet.
Drei Kilometer westlich des jetzigen Schumen, auf der Höhe Hisarlak, auf dem Schumen-Plateau, liegt die alte Stadt, über der sich die 1.500 Jahre alte starke Festung Schumen befindet.
1387 konnten osmanischen Truppen unter Sultan Murad I. die Stadt von den Bulgaren einnehmen. Archäologische Funde zeigen jedoch, dass die Stadt dabei nicht zerstört wurde, was auf eine friedliche Übergabe schließen lässt.
Nach ihrer Erstürmung 1444 unter dem polnischen König Władysław III. Warneńczyk (1424–1444) wurde die Stadt niedergebrannt und verlassen. Später wurde die Stadt an der heutigen Stelle in Tal neu angelegt. In den folgenden Jahrhunderten osmanischer Herrschaft war Schumen als Sitz einer starken Garnison ein Hauptglied des osmanischen Festungsvierecks Schumen-Russe-Silistra-Warna mit einer multiethnischen Bevölkerung.
1828 wurde die erste Mädchen-Klosterschule und 1856 die erste weltliche Mädchenschule in Schumen eröffnet. 1850 wurde in der Stadt das erste bulgarische Symphonieorchester gegründet.
1849 bis 1851 lebte hier der ungarische Freiheitskämpfer Lajos Kossuth (1802–1894) mit etwa 2.000 ungarischen und polnischen Patrioten in der Emigration. Die Stadt wurde im osmanisch-russischen Krieg (1877–1878) befreit und nach dem Frieden von San Stefano in das Fürstentum Bulgarien eingegliedert. In der folgenden Zeit wanderte ein Teil der türkischen und muslimischen Bevölkerung der Stadt aus.
Die Stadt ist seit 2002 Namensgeber für den Shumen Peak, einen Berg auf der Livingston-Insel in der Antarktis.

## Kultur und Sehenswürdigkeiten
Sehenswert sind die Tombul-Moschee von 1745, als größte Moschee Bulgariens und eine der größten Moscheen des gesamten Balkans. Die Tombul-Moschee wurde im 18. Jahrhundert mit den Steinquadern aus der nahegelegenen, frühmittelalterlichen historischen Stadt Pliska errichtet, welche zwischen 679 und 893 die Hauptstadt des Ersten Bulgarischen Reiches war. Die Ruinen von Pliska wurden als Steinbruch für die osmanischen Bauprojekte vor allem in Schumen und Warna benutzt. Des Weiteren der Uhrturm aus dem Jahre 1740 und der Basar aus dem 16. Jahrhundert sowie in der Nähe der Stadt der Waldpark und, auf der Höhe, das beeindruckende, weitläufige Ausgrabungsgelände der alten Stadt mit Mauern, Zitadelle, dreischiffiger Basilika und anderem.
Die Stadt ist Geburtsort von Panajot Wolow (1847–1876) und anderen Vertretern der bulgarischen Wiedergeburt sowie von Wassil Kolarow (1877–1950), einem engen Mitstreiter von Georgi Dimitrow (1882–1949). Ihnen zu Ehren sind Büsten in der Stadt aufgestellt worden. 

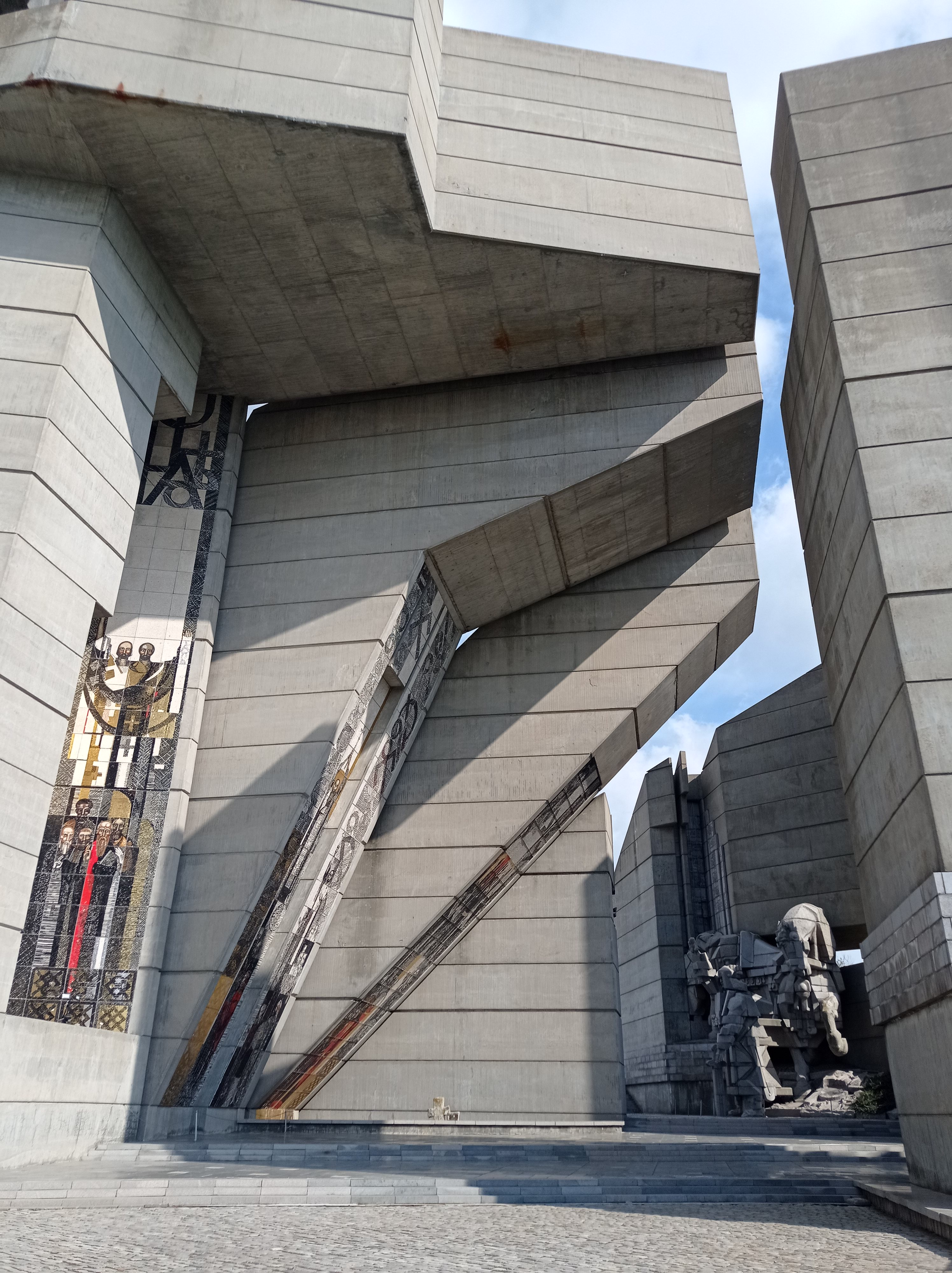
Monument zum 1300. Jahrestag der Staatsgründung Bulgariens

Am 28. November 1981 wurde auf einer Anhöhe das brutalistische Monument zum 1300. Jahrestag der Staatsgründung Bulgariens eröffnet. Zu Fuß ist es über 1300 Stufen von der Stadt aus erreichbar. Das Zusammenspiel abstrakter und figurativer Elemente sowie der spannungsreiche Einsatz von Mosaik, behauenem Stein und Beton machen es zu einem einzigartigen, weithin sichtbaren Zeugnis realsozialistischer Kunst. 
- Haus-Museum Dobri Wojnikow

## Wirtschaft und Infrastruktur
Schumen ist Industriestadt (Lastkraftwagenbau, chemische, Aluminium-, Textil-, Lebensmittel- und Genussmittelindustrie), Bildungszentrum mit Hochschulen und Bibliotheken sowie Verkehrsknotenpunkt (Straße und Eisenbahn).

## Söhne und Töchter der Stadt
- Dobri Wojnikow (1833–1878), Schriftsteller und Theaterregisseur
- Kliment Turnowski (1838–1901), orthodoxer Erzbischof, Schriftsteller und Politiker
- Panajot Wolow (1850–1876), Freiheitskämpfer
- Yusuf İsmail (1857–1898), türkischer Ringer
- Stojan Danew (1858–1949), Politiker und Ministerpräsident Bulgariens
- Janko Sakasow (1860–1941), Politiker
- Scheko Spiridonow (1867–1945), Bildhauer und Hochschullehrer
- Marin Wassilew (1867–1931), Bildhauer und Hochschullehrer
- Wassil Kolarow (1877–1950), kommunistischer Führer
- Ahmet Fikri Tüzer (1878–1942), türkischer Staatsmann
- Bojan Penew (1882–1927), Literaturhistoriker und -kritiker
- Pantscho Wladigerow (1899–1978), Komponist und Pianist
- Wesselin Stojanow (1902–1969), Komponist
- Ljuben Wassilew (1911–1971), Jurist
- Todor Kolew (1939–2013), Schauspieler
- Şevket Candar (* 1966), türkischer Fußballspieler und -trainer
- Iwan Iwanow (* 1971), Gewichtheber
- Toni Storaro (* 1976), Popfolk-Sänger türkischer Herkunft
- İlhan Şen (* 1987), türkischer Schauspieler und Model
- Fiki (* 1995), Popfolk-Sänger türkischer Herkunft

## Städtepartnerschaften
Schumen listet folgende vier Partnerstädte auf:
| Stadt    | Land     |
| -------- | -------- |
| Brăila   | Rumänien |
| Cherson  | Ukraine  |
| Debrecen | Ungarn   |
| Podolsk  | Russland |